# Artur Maria Otto Paulo Antonio Carlo Barao Primavesi
Artur Maria Otto Paulo Antonio Carlo Barão Primavesi (Itaberá, 6 de abril de 1953 – Criciúma, 25 de dezembro de 1985) foi um médico brasileiro especializado em anestesiologia, cujas contribuições ao manejo da dor pós-operatória marcaram a pesquisa médica no Brasil durante a década de 1980. Seu trabalho pioneiro com morfina peridural, publicado em 1986, influenciou estudos subsequentes e reflete os avanços na anestesiologia brasileira em um período de modernização da saúde pública. É patrono da Cadeira 8 da Academia Passo-Fundense de Medicina, uma honra que destaca seu impacto regional.

## Biografia
Artur Maria Otto Paulo Antonio Carlo Barão Primavesi nasceu em 6 de abril de 1953, em Itaberá, São Paulo, filho de Arthur Barão Primavesi e da renomada agrônoma Ana Maria Primavesi, uma figura central na introdução da agroecologia no Brasil. Cresceu em um ambiente influenciado pela imigração austro-alemã, que moldou sua educação e valores familiares. Faleceu tragicamente aos 32 anos, em 25 de dezembro de 1985, em um acidente de trânsito próximo a Criciúma, Santa Catarina, um evento que chocou a comunidade médica local.

## Contexto Histórico
A carreira de Primavesi desenvolveu-se durante um período de transformação no sistema de saúde brasileiro, marcado pela criação do Sistema Único de Saúde (SUS) em 1988, embora ele não tenha vivido para ver sua implementação. Sua formação e prática ocorreram em um momento de expansão da medicina especializada no interior do Brasil, especialmente no Rio Grande do Sul, onde a imigração europeia havia deixado um legado de instituições educacionais e hospitalares robustas.

## Formação
Primavesi graduou-se em Medicina pela Universidade Federal de Santa Maria (UFSM), no Rio Grande do Sul, em dezembro de 1977, uma instituição que se destacava como polo de formação médica na região sul do Brasil. Em 1978, especializou-se em Anestesiologia sob a chefia do Dr. Antônio Pereira de Almeida no Centro de Ensino e Treinamento do Hospital do Servidor Público Estadual, em São Paulo, um centro de excelência na época. Durante esse período, destacou-se como parte de uma nova geração de anestesiologistas, sob a orientação de Almeida. Completou sua formação participando de cursos e seminários promovidos pela Sociedade de Anestesiologia do Estado de São Paulo e pela Associação Paulista de Medicina, com ênfase em "Tratamento da Dor", "Terapia Intensiva" e "Emergências Cirúrgicas", áreas em ascensão devido à crescente complexidade das cirurgias. 

## Carreira
Artur Primavesi foi um dos anestesiologistas que ajudaram a expandir o acesso a cuidados especializados no interior do Brasil. Após sua especialização, foi designado pelo Ministério do Exército para assumir a chefia do Serviço de Anestesia do Hospital Geral de Campo Grande, em Mato Grosso do Sul, onde atuou de janeiro de 1979 a janeiro de 1980. A partir de então, radicou-se em Passo Fundo, Rio Grande do Sul, onde exerceu a anestesiologia como médico credenciado pela Unimed Planalto Médio, pelo IPERGS e pela FUNCEF, e foi professor colaborador na Faculdade de Medicina da Universidade de Passo Fundo (UPF), contribuindo para a formação de profissionais em uma região em desenvolvimento. Entre os hospitais onde trabalhou, destacam-se:
- Hospital Geral Gastroclínica, em São Paulo;
- Hospital Geral de Campo Grande, em Campo Grande, Mato Grosso do Sul;
- Hospital São Vicente de Paulo, em Passo Fundo;
- Hospital Municipal Dr. César Santos, em Passo Fundo.

Em abril de 1985, coordenou a I Jornada de Anestesiologia do Planalto Gaúcho, realizada na Faculdade de Medicina da Universidade de Passo Fundo, que contou com conferencistas de diversas partes do país. 

## Publicações
Primavesi publicou o artigo científico "Morfina Peridural: Analgésico Pós-Operatório" na Revista da Unimed e AMRIGS na edição de Nov-Dez de 1984 e na Revista Brasileira de Anestesiologia em 1986, analisando a eficácia da morfina peridural em pacientes submetidos a cirurgias, um avanço que influenciou o manejo da dor pós-operatória.

### Impacto do Estudo
O trabalho de Primavesi foi inovador no uso da morfina peridural no Brasil e serviu como base para estudos subsequentes na anestesiologia. Pesquisas que citaram ou se basearam em suas conclusões incluem análises sobre manejo da dor pós-operatória e técnicas anestésicas, como: Esse impacto reflete a relevância de seu trabalho em um contexto de crescente atenção à qualidade dos cuidados pós-operatórios.

## Legado
Primavesi é reconhecido como um dos primeiros anestesiologistas brasileiros a explorar sistematicamente a morfina peridural, contribuindo para a evolução das técnicas anestésicas no país. Sua nomeação como patrono da Cadeira 8 da Academia Passo-Fundense de Medicina simboliza seu legado na medicina regional. Sua dedicação à educação continuada e sua iniciativa na organização da I Jornada de Anestesiologia do Planalto Gaúcho reforçam sua influência na formação de novos profissionais.Sua morte prematura limitou seu potencial, mas seu trabalho continua a inspirar pesquisas.

## Ligações Externas
- Academia Passo-Fundense de Medicina